# Hering-illusie

De Hering-illusie

De Hering-illusie is een optische illusie die in 1861 werd ontdekt door de Duitse fysioloog Ewald Hering. De twee verticale lijnen zijn recht maar lijken (naar buiten) gebogen door het lijnenpatroon op de achtergrond. De Wundt-illusie betreft hetzelfde thema.